# Wyższe Metropolitalne Seminarium Duchowne w Warszawie
Wyższe Metropolitalne Seminarium Duchowne św. Jana Chrzciciela w Warszawie – uczelnia afiliowana przy Collegium Ioanneum Akademii Katolickiej w Warszawie, w której przyszli księża (alumni) przygotowują się do posługi kapłańskiej w archidiecezji warszawskiej oraz – po ukończeniu kursu oficerskiego w Akademii Wojsk Lądowych – w Ordynariacie Polowym. 
Obecnym rektorem jest ks. dr Wojciech Bartkowicz.

## Historia
Początki seminarium warszawskiego sięgają XVI wieku i okresu soboru trydenckiego (1545–1563), który w jednym ze swoich dokumentów określił nowe zasady kształcenia księży na potrzeby diecezji, które od tego momentu miało się odbywać w specjalnie do tego przystosowanych instytucjach, zwanych seminariami. W Warszawie pierwsze takie seminarium powstało w roku 1678 i było prowadzone przez księży misjonarzy. Na przestrzeni czasu, głównie w związku z problemami prawnymi oraz w wyniku otwarcia w mieście drugiego seminarium, instytut księży misjonarzy przestał istnieć.
Inicjatorem założenia w stolicy drugiego seminarium był dziekan ówczesnej kapituły warszawskiej (w tamtym czasie miasto, chociaż było stolicą Rzeczypospolitej, to jako jednostka kościelna podlegało, jako tzw. archidiakonat warszawski diecezji poznańskiej) i późniejszy arcybiskup lwowski Mikołaj Popławski. 13 kwietnia 1682 roku na posiedzeniu kapituły kolegiackiej podjęto uchwałę o fundacji w mieście drugiego seminarium. Klerycy mieli zgodnie z decyzją kapituły, pobierać naukę w kolegium jezuickim, ale już w roku 1685 pieczę nad formacja kleryków przejęli tzw. „księża komuniści”. Dekret kapituły nabrał pełnej mocy prawnej, gdy potwierdzenie tej decyzji podpisał biskup poznański Stefan Wierzbowski w dniu 12 stycznia 1684 roku. Od tego momentu można mówić o istnieniu seminarium warszawskiego, którego Wyższe Metropolitalne Seminarium Duchowne jest kontynuatorem.
W wieku XVIII, seminarium staraniem biskupa poznańskiego Teodora Czartoryskiego, Seminarium otrzymało nowo wybudowany budynek przy ulicy Świętojańskiej na Starym Mieście, tuż obok ówczesnej kolegiaty warszawskiej (dzisiejsza katedra). W ciągu późniejszej swojej historii, seminarium lokowane było jeszcze w kilku innych budynkach w mieście. Wojny napoleońskie (1796–1815) spowodowały liczne zniszczenia w stolicy, których nie uniknęło także seminarium. Okres Królestwa Polskiego (1815–1830) był czasem względnej stabilizacji i naprawiania wojennych strat. Ważną zmianą w tym okresie, było objęcie stanowiska rektora przez księdza Benedykta Wyszyńskiego w roku 1845. Od tego momentu to kler diecezji warszawskiej (powstałej w roku 1798) przejął prowadzenie seminarium. Dwa powstania narodowe (z lat 1830–1831 oraz 1863–1864) spowodowały zwrócenie carskich represji również w stronę seminarium, które jako instytucja kształcąca księży katolickich (licznie wspierających powstańców), stało się obiektem szykan oraz inwigilacji prowadzonych przez carską policję.
W roku 1867, w wyniku kasaty wszystkich zakonów w Królestwie Polskim, seminarium zostało przeniesione do pokarmelickiego klasztoru przy Krakowskim Przedmieściu 52/54, gdzie z przerwami (lata 1988–2000) mieści się po dziś dzień. Dynamiczny rozwój seminarium po roku 1919 został przerwany II wojną światową, a następnie okresem rządów władzy komunistycznej i Polskiej Rzeczypospolitej Ludowej, która wszelkimi metodami starała się utrudnić życie seminarium, zarówno na płaszczyźnie prawnej przez uniemożliwianie klerykom zdobywania państwowych stopni naukowych oraz powoływanie kleryków do wojska, jak i na drodze inwigilacji życia wewnętrznego seminarium i prywatnego życia samych kleryków. Po roku 1989 seminarium zostały przywrócone wszelkie odmawiane mu wcześniej prawa państwowe oraz swoboda życia wewnętrznego.
W ciągu ponad 300 lat istnienia (co czyni seminarium najstarszą instytucją kształcenia w Warszawie) seminarium dało Kościołowi w Polsce 6 błogosławionych – są to męczennicy okresu II wojny światowej: ks. Michał Oziębłowski, ks. Michał Woźniak, ks. Edward Detkens, ks. Zygmunt Sajna, ks. Roman Archutowski (rektor okresu wojny), wszyscy beatyfikowani w roku 1999 przez papieża Jana Pawła II podczas pielgrzymki do Polski oraz bł. ks. Jerzego Popiełuszkę (beatyfikowany 6 czerwca 2010), a także kilku biskupów (w tym jednego kardynała, Aleksandra Kakowskiego, który w latach 1898–1910 był rektorem seminarium). W ciągu tych 300 lat seminarium było kierowane przez 45 rektorów. Obecnie tę funkcję pełni ks. Wojciech Bartkowicz.

## Władze
Rektor: ks. dr Wojciech Bartkowicz
Wicerektor: ks. dr Krzysztof Szwarc

## Rektorzy (w siedzibie przy Krakowskim Przedmieściu)
| L.p. | Imię i nazwisko                  | Okres pełnienia funkcji | Uwagi                                                                                 |
| ---- | -------------------------------- | ----------------------- | ------------------------------------------------------------------------------------- |
| 1.   | ks. abp Kazimierz Ruszkiewicz    | 1867–1883               | arcybiskup warszawski                                                                 |
| 2.   | ks. Władysław Magnuski           | 1883–1886               |                                                                                       |
| 3.   | ks. Walenty Świniarski           | 1887–1888               |                                                                                       |
| 4.   | ks. Wojciech Kubiak              | 1888–1898               |                                                                                       |
| 5.   | ks. kard. Aleksander Kakowski    | 1898–1910               | arcybiskup warszawski, ostatni prymas Królestwa Polskiego                             |
| 6.   | ks. abp Stanisław Gall           | 1910–1919               | biskup polowy, biskup pomocniczy warszawski, administrator archidiecezji warszawskiej |
| 7.   | ks. Henryk Fiatowski             | 1919–1939               |                                                                                       |
| 8.   | bł. ks. Roman Archutowski        | 1940–1943               | beatyfikowany 13 czerwca 1999                                                         |
| 9.   | ks. Julian Chrościcki            | 1945–1949               |                                                                                       |
| 10.  | ks. bp Antoni Pawłowski          | 1949–1953               | biskup włocławski                                                                     |
| 11.  | ks. Eugeniusz Szlenk             | 1953–1956               | p.o. rektora                                                                          |
| 12.  | ks. Antoni Kwieciński            | 1956–1957               |                                                                                       |
| 13.  | ks. bp Władysław Miziołek        | 1957–1969               | biskup pomocniczy warszawski                                                          |
| 14.  | ks. bp Zbigniew Józef Kraszewski | 1969–1971               | biskup pomocniczy warszawski, później warszawsko-praski                               |
| 15.  | ks. bp Kazimierz Romaniuk        | 1971–1982               | biskup pomocniczy warszawski, pierwszy biskup warszawsko-praski                       |
| 16.  | ks. Stanisław Kur                | 1982–1997               | wikariusz biskupi, infułat                                                            |
| 17.  | ks. Krzysztof Pawlina            | 1997–2010               | wikariusz biskupi, prorektor Papieskiego Wydziału Teologicznego w Warszawie           |
| 19.  | ks. Wojciech Bartkowicz          | 2010-2025               |                                                                                       |
| 20.  | ks. Krzysztof Szwarc             | od 2025                 |                                                                                       |

## Absolwenci

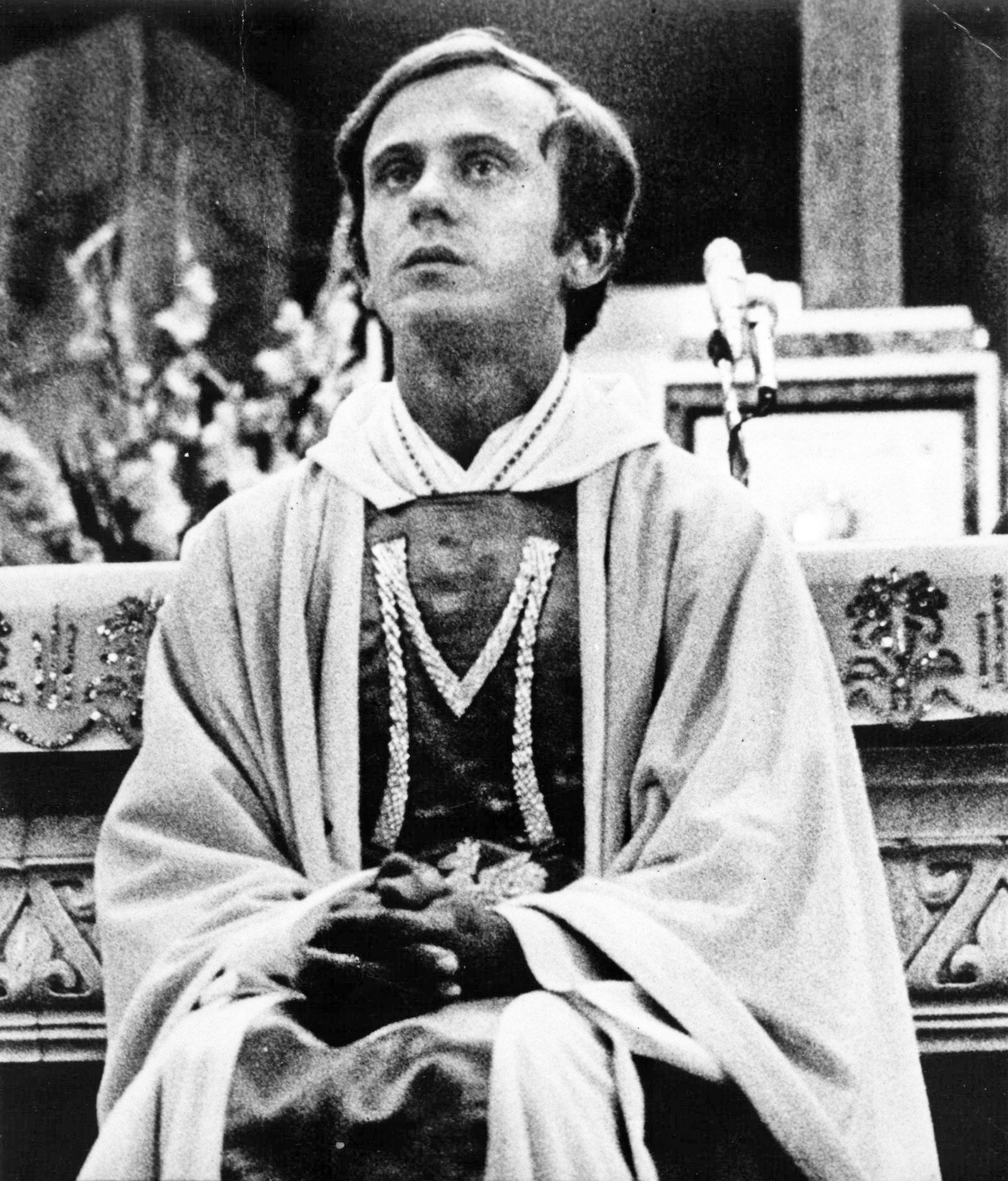
Bł. ks. Jerzy Popiełuszko

- bł. ks. Jerzy Popiełuszko (1947–1984) – kapłan i męczennik, kapelan „Solidarności”,
- bł. ks. Roman Archutowski (1882–1943) – rektor seminarium w czasie II wojny światowej,
- bł. ks. Michał Oziębłowski (1900–1942) – więziony w hitlerowskim obozie koncentracyjnym w Dachau, beatyfikowany przez Jana Pawła II podczas pielgrzymki papieskiej do Polski w grupie 108 męczenników za wiarę,
- bł. ks. Michał Woźniak (1875–1942) – więziony w hitlerowskim obozie koncentracyjnym w Dachau, beatyfikowany przez Jana Pawła II podczas pielgrzymki papieskiej do Polski w grupie 108 męczenników za wiarę,
- bł. ks. Edward Detkens (1885–1942) – duszpasterz środowisk akademickich w Warszawie, beatyfikowany przez Jana Pawła II podczas pielgrzymki papieskiej do Polski w grupie 108 męczenników za wiarę,
- bł. ks. Zygmunt Sajna (1897–1940) – więziony na Pawiaku, beatyfikowany przez Jana Pawła II podczas pielgrzymki papieskiej do Polski w grupie 108 męczenników za wiarę,
- ks. Ignacy Skorupka (1893–1920) – bohater walk z bolszewikami w czasie wojny z 1920 roku,
- kard. Aleksander Kakowski (1862–1938) – metropolita warszawski, ostatni prymas Królestwa Polskiego,
- ks. prof. dr doc. hab. Ludwik Królik (1942–1999) – dziekan Papieskiego Wydziału Teologicznego w Warszawie,
- ks. dr hab. Stanisław Kur (ur. 1929) – biblista, znawca języków biblijnych, etiopista
- ks. prof. dr hab. Ryszard Rumianek (1947–2010) – rektor Uniwersytetu Kardynała Stefana Wyszyńskiego, tragicznie zmarły w katastrofie lotniczej pod Smoleńskiem,
- ks. Jan Twardowski (1915–2006) – poeta, rektor kościoła sióstr Wizytek w Warszawie,
- ks. Władysław Korniłowicz (1884–1946) – współtwórca i kierownik duchowy Dzieła Lasek,
- o. Bogusław Paleczny (1959–2009) – zakonnik kamiliański, twórca Kamiliańskiej Misji Pomocy Społecznej, opiekun bezdomnych,
- ks. Janusz Frankowski (1928–2017) – biblista, profesor Akademii Teologii Katolickiej w Warszawie,
- abp Marek Solczyński (ur. 1961) – nuncjusz apostolski w Gruzji, Armenii i Azerbejdżanie,
- bp dr hab. Michał Janocha (ur. 1959) – biskup pomocniczy warszawski,
- ks. dr hab. Tomasz Jakubiak (ur. 1976) – kanonista, wykładowca Papieskiego Wydziału Teologicznego w Warszawie,
- bp Rafał Markowski (ur. 1958) – biskup pomocniczy warszawski,
- bp Zygmunt Choromański (1892–1968) – biskup pomocniczy warszawski,
- bp Marian Duś (1938–2021) – biskup pomocniczy warszawski,
- bp Józef Zawitkowski (1938–2020) – biskup pomocniczy warszawski następnie biskup pomocniczy łowicki,
- bp Piotr Jarecki (ur. 1955) – biskup pomocniczy warszawski,
- bp Władysław Miziołek (1914–2000) – biskup pomocniczy warszawski,
- bp Kazimierz Romaniuk (ur. 1927) – biskup pomocniczy warszawski,
- bp Tadeusz Pikus (ur. 1949) – biskup pomocniczy warszawski, następnie biskup diecezjalny drohiczyński,
- bp Stanisław Kędziora (1934–2017) – biskup pomocniczy warszawski,
- bp Marek Solarczyk (ur. 1967) – biskup diecezjalny radomski.